# Jankovich-Bésán József (1896–1972)
Pribéri, vuchini és dunaszekcsői gróf Jankovich-Bésán József (Somogygeszti, 1896. május 8. – Bécs, 1972. december 24.) nagybirtokos, a főrendiház örökös tagja, katonatiszt.

## Családja és származása
A tekintélyes főnemesi pribéri, vuchini és dunaszekcsői Jankovich-Bésán családnak a sarja. Apja pribéri, vuchini és dunaszekcsői Jankovich-Bésán Géza (1857–1904), nagybirtokos, anyja a polgári származású Pozsonyi Katalin (1863–1956). Az apai nagyszülei pribéri, vuchini és dunaszekcsői Jankovich-Bésán József (1825–1914), öreglaki nagybirtokos, felsőházi tag, és vizeki Tallián Matild (1821–1888) voltak. Az apai nagyapja pribéri és vuchini Jankovich József 1887. december 22.-én engedélyt kapott a "Jankovich-Bésán" név viselésére, illetve adományban szerezte a "dunaszekcsői" nemesi előnevet is. Az apai nagyapai dédszülei pribéri és vuchini Jankovich István (1793–1865), több vármegye táblabírája, földbirtokos, és báró Laffert Amália (1800–1828) voltak. Az apai nagyanyai dédszülei vizeki Tallián Boldizsár (1781-1834) császári és királyi kamarás, Somogy vármegye alispánja, táblabíró, földbirtokos és zalabéri Horváth Ida (1798–1875) voltak. Tallián Boldizsár szülei vizeki Tallián Antal (1751-1820), királyi tanácsos, táblabíró, aranysarkantyús vitéz, földbirtokos és dunaszekcsői Bésán Júlianna (1760-1819) voltak. Jankovich-Bésán Józsefnek az elsőfokú unokatestvére pribéri, vuchini és dunaszekcsői gróf Jankovich-Bésán Endre (1884–1936), főrendiház tagja, országgyűlési képviselő, a 7. huszárezred kapitánya, nagybirtokos.

## Élete
Középiskolai tanulmányait részben a bécsi Theresianumban, részben Magyarországon végezte és 1914 őszén a hallei egyetem hallgatója lett. 1915 februárjában bevonult a volt 7. közös huszárezredhez és az összeomlásig teljesített szolgálatot. 1918 májusában megsebesült és a forradalom kitörésekor leszerelt. A bolsevizmus idején Jugoszláviában tartózkodott. A kommün bukása után hosszabb ideig a nemzeti hadseregben teljesített szolgálatot, majd visszavonult birtokaira gazdálkodni. Somogy vármegye életében tekintélyes szerepet tölt be és a gazdasági egyesületek életében is tevékenykedik, de az ország politikai élettől sokáig távol tartotta magát. Az örökösjogú főrendi családok választották meg és gróf Szapáry Frigyes halála után, 1935 májusában került be a felsőházba. Több gazdasági és társadalmi egyesületben viselt vezető tisztséget.
1916. december 30-án magyar grófi címet kapott IV. Károly magyar király koronázásakor.

## Házassága és leszármazottjai
1921. június 15.-én Budapesten feleségül vette nagylónyai és vásárosnaményi gróf Lónyay Mária Antónia (*Bátyú, 1898. november 28.–†Bécs, 1970. október 1.) kisasszonyt, akinek a szülei gróf Lónyay Menyhért (1873–1937), földbirtokos, és malomvízi Kendeffy Ilona (1873–1958) voltak. A menyasszonynak az apai nagyszülei nagylónyai gróf Lónyay Béla (1846–1890), földbirtokos, és a köznemesi nagylónyai Lónyay Mária (1849–1893) voltak. Az anyai nagyszülei malomvízi Kendeffy Árpád	(1839–1881), földbirtokos, és pallini Inkey Gabriella (1846–1916) voltak. Kendeffy Árpádné Inkey Gabriella szülei pallini Inkey Zsigmond (1819–1886), földbirtokos és németújvári gróf Batthyány Antónia (1827–1902) voltak. Jankovich-Bésán Józsefnek az apai nagyapai dédszülei nagylónyai és vásárosnaményi dr. gróf Lónyay Menyhért (1822–1884), a Magyar Királyság miniszterelnöke, magyar pénzügyminiszter és Kappel Emília (1825–1888) voltak. Jankovich-Bésán József gróf és Lónyay Mária frigyéből született:
- gróf Jankovich-Bésán Endre (*Somogygeszti, 1922. április 14.–†Kaposvár, 1981. szeptember 12.), földbirtokos. Felesége: pallini Inkey Irén (*Budapest, 1921. március 26.–†Kaposvár, 1976. augusztus 13.)
- gróf Jankovich-Bésán Gyula (*Somogygeszti, 1924. június 29.–†Monaco, 1998. február 28.), földbirtokos. Felesége: köröspataki gróf Kálnoky Terézia (*Csicsó, 1932. július 31.)